# Hedniskhjärtad
Hedniskhjärtad är en EP från 1998 av Vintersorg. Det är Vintersorgs debutalbum, utgivet av Napalm Records.

## Låtlista
1. "Norrland" – 4:22
2. "Stilla" – 4:15
3. "Norrskensdrömmar" – 4:23
4. "Hednaorden" – 3:48
5. "Tussmörkret" – 4:21

## Medverkande
Musiker (Vintersorg-medlemmar)
- Andreas Hedlund – sång, gitarr, basgitarr

Bidragande musiker
- Vargher (Marcus E. Normann) – keyboard, trumprogrammering
- Cia Hedmark – sång ("Stilla")

Produktion
- Vargher – ljudtekniker, ljudmix
- Vintersorg – ljudtekniker, ljudmix
- Johny Mikaelsson – ljudtekniker
- Tord Berglund – ljudmix
- Nils Johansson – mastering
- Jens Rydén – omslagsdesign
- Samuel Norberg – foto